# Tigre blanc (film)
Pour les articles homonymes, voir Tigre blanc (homonymie).
Tigre blanc (Yong zhe wu ju) est un film hongkongais réalisé par Yuen Woo-ping, sorti en 1981.

## Synopsis
Tigre Blanc est poursuivi par des policiers. Il se fait soigner par maître Wong Fei-hung, puis est hébergé par maître Tam.

## Fiche technique
- Titre : Tigre blanc
- Titre original : Yong zhe wu ju / Dreadnaught
- Réalisation : Yuen Woo-ping
- Scénario : Wong Jing
- Pays d'origine : Hong Kong
- Format : Couleurs - 2,35:1 - Dolby Digital - 35 mm
- Genre : Comédie d'action, Kung-fu
- Durée : 91 minutes
- Dates de sortie : 
  - Hong Kong : 5 mars 1981
  - Japon : 11 juin 1988
  - États-Unis : 11 août 2016 (New York)

## Distribution
- Yuen Biao : Jiang
- Leung Kar-yan : Leung Foon
- Yuen Shun-yee : Tigre Blanc
- Kwan Tak-hing : Wong Fei-hung
- Chiu Chung Hing : Chee
- Chow Yuen-kin : Kwun
- Fan Mei-sheng : policier Pao
- Fung Hark-On : démon tailleur
- Yuen Qiu : femme de Tigre Blanc
- Phillip Ko : maître Tam
- Lily Li : sœur de Jiang
- Kwai Shan : doigts d'acier
- Ching Tang : petite amie de Jiang
- Yuen Cheung-Yan : Bounty Hunter #1